# آيت وزغي (أزيار)
آيت وزغي هي إحدى مشيخات المملكة المغربية، تتبع جغرافيا لعمالة أكادير إدا وتنان وإداريًا لأزيار. يقدر عدد سكانها بـ 1145 نسمة حسب الإحصاء الرسمي للسكان والسكنى لسنة 2004.